# Jessie Mae Hemphill
Pour les articles homonymes, voir Jessie et Hemphill.
Jessie Mae Hemphill est une musicienne et chanteuse américaine, née le 18 octobre 1923 près de Como et de Senatobia dans le  Mississippi, à l'est du delta du Mississippi, et morte le 22 juillet 2006 à Memphis, dans le Tennessee. Pionnière dans la guitare électrique, elle a aussi composé des chansons dans la tradition familiale et locale du country blues du Nord du Mississippi.
Elle est la petite-fille du musicien de blues Sid Hemphill.